# Edmund Koken
Pour les articles homonymes, voir Koken.
Johann Gottfried Edmund Koken (né le 4 juin 1814 à Hanovre, mort le 30 octobre 1872 dans la même ville) est un peintre hanovrien.

## Biographie
Edmund Koken est le père du peintre Paul Koken (de), oncle du peintre Gustav Koken, dont la fille est Änne Koken (de), et grand-oncle de Friedrich Hans Koken (de).

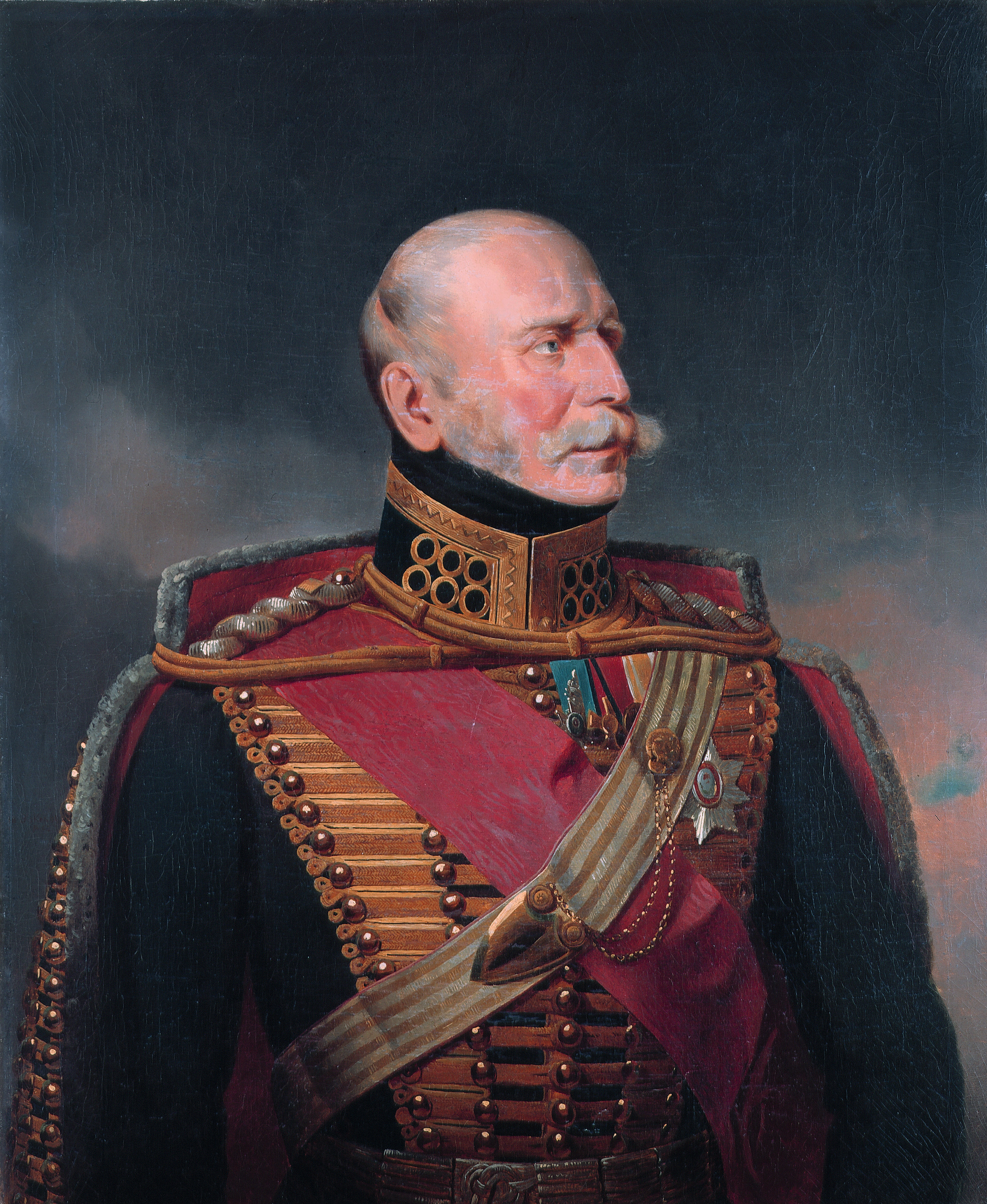
Portrait d'Ernest-Auguste Ier (après 1842).

Après avoir fréquenté l'école de la cour de Hanovre et l'école supérieure des métiers, Koken se rend à l'académie des beaux-arts de Munich en 1837. Il se lie alors d'amitié avec August von Kreling et entre en contact avec Peter von Cornelius et surtout Carl Rottmann.
À partir de 1841, Koken séjourne à nouveau à Hanovre puis entreprend un voyage d'études en Italie en 1845, au cours duquel il se lie d'amitié avec Oswald Achenbach. Le 26 octobre 1851, il épouse la fille d'un conseiller du gouvernement hanovrien, Wilhelmine Louise Mejer.
En 1842, il est membre fondateur de l'Association des artistes de Hanovre. Il est ami avec Conrad Wilhelm Hase, Ernst von Bandel, Julius Giere (de), Heinrich Friedrich Brehmer (de). Ce dernier crée le médaillon en bronze de la tombe de Koken au cimetière de la ville d'Engesohde.
Gustav Hausmann (de) étudie dans son atelier.